# TT42
La tombe thébaine TT 42 est située à Cheikh Abd el-Gournah, dans la nécropole thébaine, sur la rive ouest du Nil, face à Louxor en Égypte.
C'est la sépulture d'Amenmosé qui porte les titres de « capitaine des troupes » et des « yeux du Roi dans le Rétjénou » ; il est enterré aux côtés de son épouse, Henouttaoui.

## Description
Les décorations du tombeau représentent la prise d'une ville en Syrie avec un hommage d'Amenmosé au roi Thoutmôsis III. Il est possible que la scène soit un hommage lié à la position d'Amenmosé comme « Surveillant des pays du Nord ». Cet hommage dans le tombeau de Amenmosé est unique car il a lieu pendant une campagne militaire. L'hommage dit que cette prise a eu lieu dans le pays de Negau, qui, à l'époque, était situé à l'emplacement du Liban moderne. La forteresse est représentée comme étant située dans une dense forêt de pins.
Dans plusieurs scènes, des hommes apportent des vases, des minéraux, de l'armement, des chevaux, des chars et des taureaux. Dans un registre, des femmes tiennent des enfants par la main.
Amenmosé est également nommé Amenhotep dans sa tombe, indiquant qu'il a vécu durant les règnes de Thoutmôsis III et de son successeur Amenhotep II.